# Sera
Sera (seria sukcesyjna, stadium seralne) – ciąg charakterystycznych zmian obserwowanych w sukcesji ekologicznej (model klasyczny, koncepcja Clementsa). Według Clementsa sukcesja jest procesem deterministycznym i kierunkowym, kolejne stadia sukcesyjne biocenozy zastępują się, dzięki zmianie warunków wywołanych przez poprzednie stadia. W zależności od warunków początkowych wyróżnia się:
- hydrosera - sukcesja rozpoczynająca się w środowisku wodnym, np. przy zarastaniu jeziora,
- kserosera - sukcesja rozpoczynająca się w ubogim organicznie środowisku lądowym, np. na popiołach wulkanicznych,
- litosera - sukcesja rozpoczynająca się na nagich skałach, np. odsłoniętych przez lodowiec,
- mikrosera - sukcesja drobnoustrojów, np. na rozkładającym się liściu.

W przebiegu sukcesji pierwotnej Clements wyróżniał:
- faza nudacji (ogołocenia, udostępnienia przestrzeni),
- faza ecezji (imigracji gatunków),
- faza konkurencji (konkurencja pojawiających się gatunków)
- faza reakcji (zmiana charakteru biocenozy poprzez zmianę warunków wywołanych obecnością wcześniejszych imigrantów).

Zobacz też: Sukcesja ekologiczna, Klimaks, Cykliczne zmiany biocenozy